# Eumorpha adamsi
Eumorpha adamsi é uma espécie de mariposa da família dos Esfingídeos. Descrita por Walter Rothschild e Karl Jordan, em 1903. Sua distribuição é confirmada em diversos países como Venezuela, Brasil, Bolívia e Paraguai, mas provavelmente está presente na maior parte da América do Sul.

## Morfologia
Os machos possuem asas anteriores com comprimento de 40 milímetros. Se assemelha a Eumorpha translineatus, mas se distingue pela faixa marginal rosa brilhante e pela mancha tornal na parte superior da asa posterior.
Suas larvas se alimentam de espécies de Vitis.